# 马勒莫尔迪孔塔
马勒莫尔迪孔塔（法語：Malemort-du-Comtat，法語發音：[malmɔʁ dy kɔ̃ta]）是法国普罗旺斯-阿尔卑斯-蓝色海岸大区沃克吕兹省的一个市镇，属于卡庞特拉区。

## 地理
马勒莫尔迪孔塔（44°1'15"N, 5°9'35"E）面积11.92 平方千米，位于法国普罗旺斯-阿尔卑斯-蓝色海岸大区沃克吕兹省，该省份为法国东南部内陆省份，北起德龙省，西北接阿尔代什省，西接加尔省，南至罗讷河口省，东南角与瓦尔省接壤，东临上普罗旺斯阿尔卑斯省。
与马勒莫尔迪孔塔接壤的市镇（或旧市镇、城区）包括：布洛瓦克、马藏、梅塔米斯、沃纳斯克。

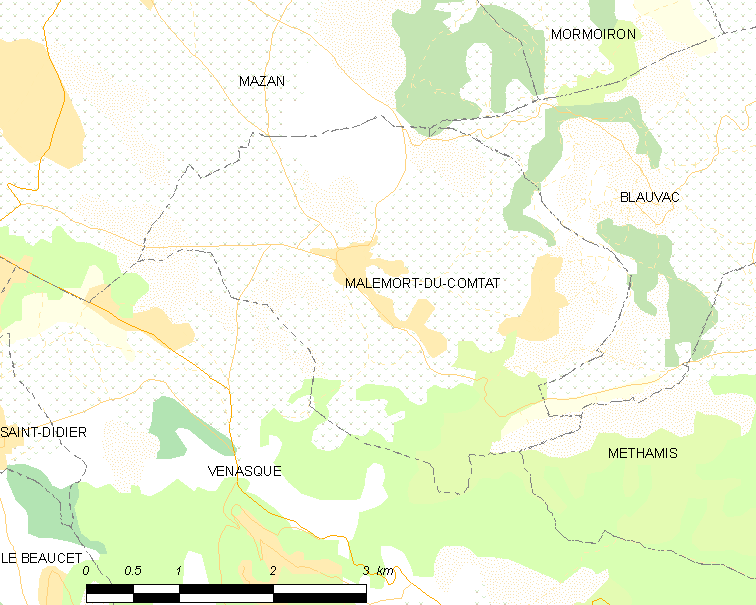
马勒莫尔迪孔塔的OSM定位图

马勒莫尔迪孔塔的时区为UTC+01:00、UTC+02:00（夏令时）。

## 行政
马勒莫尔迪孔塔的邮政编码为84570，INSEE市镇编码为84070。

## 政治
马勒莫尔迪孔塔所属的省级选区为佩尔讷莱方丹县。

## 人口

1962-2008年间马勒莫尔迪孔塔人口变化图示

马勒莫尔迪孔塔于2022年1月1日时的人口数量为1952人。